# Plaza de las Angustias
La Plaza de las Angustias es una plaza histórica de extramuros situada en Jerez de la Frontera (Andalucía, España).
La plaza guarda una estética armónica y un sabor andaluz en las fachadas. Su amplitud y su luminosidad le otorga cierto ambiente marinero. 
La proximidad al barrio de San Miguel ha contagiado a la plaza de cierto sabor flamenco, y la proximidad del centro comercial la ha convertido en una plaza neurálgica, considerada una de las más transitadas de la ciudad.
Preside la plaza el monumento al jerezano Juan Manuel Durán González, teniente del Plus Ultra, hidroavión que viajó de Palos de la Frontera a Buenos Aires en 1926.

## Origen
Al final de la calle Corredera, calle que conducía a la Puerta Real y por tanto al recinto amurallado, se encontraba una cruz de humilladero levantada sobre 1578, en advocación a la Nuestra Señora de las Angustias. La cruz evolucionó a ermita ya en el siglo XVI.
El espacio público situado entre la ermita y el final de la corredera, era conocido como el Llano de las Angustias, cuya anchura a su vez era mayor que la actual plaza.
Alrededor de 1725 comienza a acotarse la plaza durante el crecimiento del arrabal de San Miguel. En dicho proceso, el llano fue pasando a ser plaza, acogiendo varias actividades lúdicas. Hasta la construcción de la primera plaza de toros en Jerez en 1839, las corridas se hacían en la plaza de las Angustias, en una plaza acondicionada para tal evento.
Tras la creación de la plaza de toros, la plaza fue pavimentada y embellecida.
También acogió la fiesta de San Antón, hasta su traslado el parque González Hontoria.
En 2018 se peatonaliza parcialmente.
|  |  |

## A destacar
- Monumento a Juan Manuel Durán González

La plaza es presidida por el monumento dedicado al aviador Juan Manuel Durán González, que participó en el primer vuelo transatlántico en el avión Plus Ultra. Este monumento fue creado en 1951, diseñado por el arquitecto Fernando de la Cuadra. La ciudad había erigido otro monumento en su honor en 1929, tres años después de su fallecimiento, pero este había sido derribado en 1933.
- Capilla de las Angustias

Capilla construida entre la segunda mitad del siglo XVI y el primer tercio del siglo XVIII, tiene su origen en una cruz de humilladero situada a extramuros de la ciudad, fuera de la Puerta Real. Es el origen histórico de la plaza.
- Iglesia de la Santísima Trinidad

Construida como iglesia de un convento trinitario, fue levantada en 1569. De líneas sencillas, mantiene como característica principal el patio de naranjos que da acceso a la iglesia, flanqueado por un muro y verja.

## Galería
|  |  |  |

|  |